# Barislovci
Barislovci este o localitate din comuna Videm, Slovenia, cu o populație de 132 de locuitori.